# Дубровкіна Юлія Володимирівна
Юлія Володимирівна Дубровкіна — російська сценаристка.
Народилася 18 серпня 1938 р. в Москві. Закінчила сценарний факультет Всесоюзного державного інституту кінематографії (1961, майстерня Й. Маневича).
Авторка сценарію фільму «Шурка обирає море» (1963).